# Bård Borgersen
Bård Borgersen est un footballeur norvégien, né le 20 mai 1972 à Kristiansand en Norvège. Il évoluait comme stoppeur.

## Sélection nationale
- Norvège : 10 sélections / 2 buts

Bård Borgersen obtient sa première sélection le 6 octobre 2001 en tant que remplaçant contre l'Arménie en match de qualifications pour la Coupe du monde 2002.
Il remplace Ronny Johnsen en fin de match alors que la Norvège mène déjà (3-1) et inscrit, trois minutes après son entrée, le quatrième but de la victoire norvégienne (4-1).
Au total, il compte dix sélections dont cinq comme titulaire entre 2001 et 2006 pour deux buts inscrits.
Sa dernière sélection remonte au 1er mars 2006 lors d'une défaite (1-2) en match amical face au Sénégal.

## Palmarès
ODD Grenland
- Vainqueur de la Coupe de Norvège (1) : 2000